# Live in Rio
Queen - Live in Rio è una VHS dei Queen, pubblicata nel 1985.

## Il video
La videocassetta mostra gran parte del concerto svolto dalla band, nell'ambito del loro The Works Tour, durante il grande festival Rock in Rio del 12 gennaio 1985. Il pubblico è stato, per la band, il più vasto della loro storia, ben 325.000 persone.
Il 19 gennaio 1985 i Queen salirono nuovamente sul palco di questa grande manifestazione di fronte alla stessa quantità di spettatori per il loro secondo ed ultimo spettacolo al Rock in Rio.
La scaletta dei brani suonati al concerto è la stessa abitualmente eseguita nel "The Works Tour", sebbene su videocassetta sono state escluse diverse canzoni effettivamente suonate quella serata.
Del concerto è memorabile la versione di Love of My Life cantata quasi interamente dal pubblico.
Nel 2009 il filmato è stato pubblicato in formato CD e DVD dalla Immortal Records con il nuovo titolo Rock You from Rio ed una nuova immagine di copertina (raffigurante Freddie Mercury con indosso la famosa giacca di color giallo indossata al Live at Wembley Stadium del 1986)

## Tracce
versione DVD
1. Tie Your Mother Down - 4:46 (May)
2. Seven Seas of Rhye - 1:02 (Mercury)
3. Keep Yourself Alive - 2:48 (May)
4. Liar - 1:57 (Mercury)
5. It's a Hard Life - 4:37 (Mercury)
6. Now I'm Here - 5:24 (May)
7. Is This the World We Created...? - 3:02 (Mercury)
8. Love of My Life - 4:24 (Mercury)
9. Brighton Rock - 3:07 (May)
10. Hammer to Fall - 4:55 (May)
11. Bohemian Rhapsody - 5:16 (Mercury)
12. Radio Ga Ga - 6:10 (Taylor)
13. I Want to Break Free - 3:23 (Deacon)
14. We Will Rock You - 2:29 (May)
15. We Are the Champions - 4:07 (Mercury)
16. God Save the Queen - 1:24 (traditional, arr. May)

versione CD
1. Tie Your Mother Down - 3:56 (May)
2. Seven Seas of Rhye - 1:09 (Mercury)
3. Keep Yourself Alive - 2:45 (May)
4. Liar - 1:56 (Mercury)
5. It's a Hard Life - 4:38 (Mercury)
6. Now I'm Here - 5:25 (May)
7. Is This the World We Created...? - 2:51 (Mercury)
8. Love of My Life - 4:37 (Mercury)
9. Brighton Rock - 3:03 (May)
10. Hammer to Fall - 5:00 (May)
11. Bohemian Rhapsody - 5:18 (Mercury)
12. Radio Ga Ga - 5:43 (Taylor)
13. I Want to Break Free - 3:25 (Deacon)
14. We Will Rock You - 2:29 (May)
15. We Are the Champions - 4:06 (Mercury)
16. God Save the Queen - 1:11 (tradizionale, arrangiata da May)

## Curiosità
- Nelle versioni VHS e DVD il brano Tie Your Mother Down è preceduto dall'intro registrato della canzone Machines (Or 'Back To Humans').
- Al termine di It's A Hard Life Freddie Mercury esegue un'improvvisazione vocale coinvolgendo l'intero pubblico.
- La traccia Brighton Rock è in realtà idealmente suddivisa in due parti, la prima include un'improvvisazione alla chitarra di Brian May (solitamente chiamata Guitar Solo nei concerti della band) seguita solo dalla parte conclusiva del brano Brighton Rock.
- I Queen si esibirono nuovamente al festival Rock in Rio anche la settimana successiva questo concerto, ovvero il 19 gennaio 1985.

## Formazione

### Gruppo
- Freddie Mercury - voce, pianoforte
- Brian May - chitarra, cori
- John Deacon - basso, cori
- Roger Taylor - batteria, cori

### Altri musicisti
- Spike Edney - chitarra, sintetizzatore, tastiera, cori